# Championnat d'URSS de hockey sur glace 1949-1950
Saison précédente Saison suivante
La saison 1949-1950 est la 4e saison du championnat d'Union soviétique de hockey sur glace. Toutes les rencontres se jouent de décembre 1949 à février 1950.

## Classement
| Clt   | Équipe                  | PJ | V  | D  | N | BP  | BC  | Pts |
| ----- | ----------------------- | -- | -- | -- | - | --- | --- | --- |
| +001, | CDKA Moscou             | 22 | 19 | 2  | 1 | 122 | 32  | 39  |
| +002, | Dinamo Moscou           | 22 | 16 | 3  | 3 | 83  | 40  | 35  |
| +003, | Krylia Sovetov Moscou   | 22 | 16 | 4  | 2 | 93  | 37  | 34  |
| +004, | VVS MVO Moscou          | 22 | 16 | 5  | 1 | 78  | 131 | 54  |
| +005, | Spartak Moscou          | 22 | 11 | 8  | 1 | 80  | 56  | 25  |
| +006, | Daugava Riga            | 22 | 10 | 9  | 3 | 84  | 72  | 23  |
| +007, | Bolschewik Léningrad    | 22 | 8  | 13 | 1 | 64  | 88  | 17  |
| +008, | Dinamo Sverdlovsk       | 22 | 7  | 14 | 1 | 47  | 86  | 15  |
| +009, | Dinamo Tallinn          | 22 | 6  | 14 | 2 | 36  | 98  | 14  |
| +010, | Dzerjinets Tcheliabinsk | 22 | 4  | 14 | 4 | 47  | 95  | 12  |
| +011, | Dinamo Léningrad        | 22 | 4  | 16 | 2 | 65  | 117 | 10  |
| +012, | Lokomotiv Moscou        | 22 | 2  | 17 | 3 | 39  | 116 | 7   |

- Vainqueur de la compétition
- Relégué en 2e groupe

## Référence
Résultats de la saison sur Hockeyarchives